# Spessartwege
Die Spessartwege sind drei Fernwanderwege, die durch den Spessart führen. Der Spessartweg 1 verläuft in West-Ost-Richtung von Aschaffenburg nach Lohr und Gemünden am Main. Die Spessartwege 3 und 2 führen aneinander anschließend in Nord-Süd-Richtung von Bad Soden-Salmünster an der Kinzig über Heigenbrücken nach Stadtprozelten am Main.
Die Spessartwege 1 und 2 wurden 2005 vom Spessartbund eröffnet, 2020 kam der Spessartweg 3 hinzu. Sie haben zusammen eine Länge von 180 Kilometern und überwinden insgesamt 4750 Höhenmeter. Alle drei Wanderwege sind mit einem stilisierten blau-grün-weißen Specht-Symbol markiert, das sich von der Bedeutung Spechtswald für den Spessart ableitet. Die Spessartwege wurden wiederholt als Qualitätswanderwege ausgezeichnet.

## Spessartweg 1
Der Spessartweg 1 steht unter dem Motto Von Fürsten, Fuhrleuten und Pilgern und beginnt in Aschaffenburg. Er führt von dort in West-Ost-Richtung durch den Naturpark Spessart über Bessenbach, Waldaschaff und Rothenbuch nach Lohr und Gemünden am Main. Dabei verläuft der Wanderweg zwischen Lohr und Gemünden nicht mehr im eigentlichen Spessart, sondern linksmainisch auf der Fränkischen Platte. Das Gebiet gehört aber noch geologisch zum Spessart und auch zum Naturpark Spessart.

### Etappen

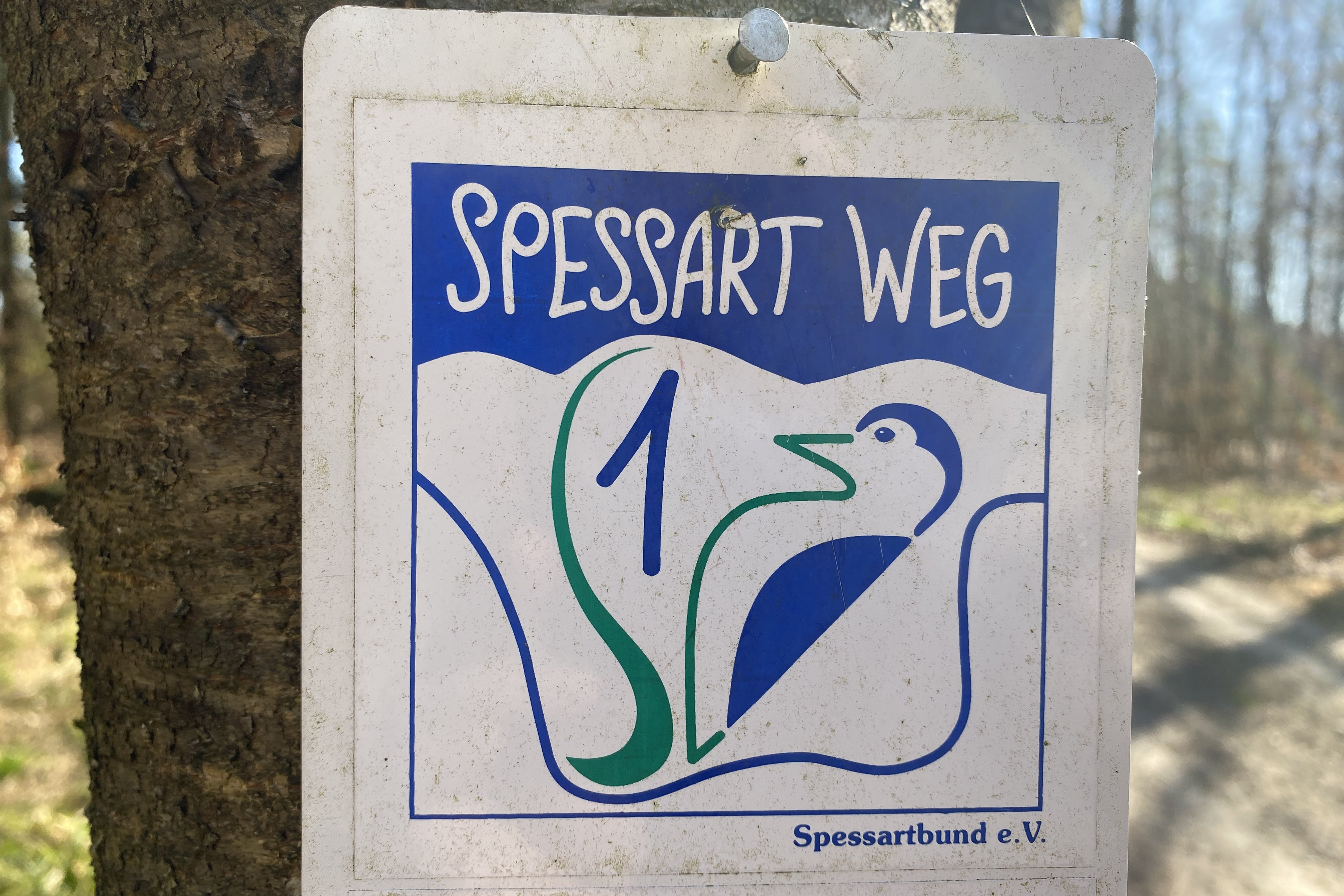
Markierungszeichen des Spessartweg 1

Für den Spessartweg 1 werden vom Tourismusverband Spessart-Mainland drei Etappen vorgeschlagen.
| Nr. | von           | bis              | Länge (km) |
| --- | ------------- | ---------------- | ---------- |
| 1   | Aschaffenburg | Bessenbach       | 12         |
| 2   | Bessenbach    | Lohr am Main     | 26         |
| 3   | Lohr am Main  | Gemünden am Main | 19         |

### Sehenswürdigkeiten
Einige Sehenswürdigkeiten am Spessartweg 1 sind das Aschaffenburger Schloss Johannisburg, das Kloster Schmerlenbach, das Schloss Rothenbuch, das Lohrer Schloss, das Kloster Mariabuchen, die Kloster- und Schlossruine Schönrain, die Burgruine Scherenburg und das Huttenschloss Gemünden.

## Spessartweg 2
Der Spessartweg 2 steht unter dem Motto Über Berg und Tal zum Main und beginnt in Heigenbrücken. Er verläuft von dort in Nord-Süd-Richtung durch den Naturpark Spessart über Bessenbach, Waldaschaff, den Waldmichelbacher Hof, Hessenthal und Dammbach (mit dem ehemaligen Schloss Herbroch - dem Burgstall Unterschnorrhof) nach Stadtprozelten am Main. Bei Waldaschaff folgen die Spessartwege 1 und 2 ein kurzes Stück derselben Wegführung.

### Etappen
Für den Spessartweg 2 werden vom Tourismusverband Spessart-Mainland drei Etappen vorgeschlagen.
| Nr. | von                  | bis                  | Länge (km) |
| --- | -------------------- | -------------------- | ---------- |
| 1   | Heigenbrücken        | Waldmichelbacher Hof | 20         |
| 2   | Waldmichelbacher Hof | Dammbach             | 20         |
| 3   | Dammbach             | Stadtprozelten       | 20         |

### Sehenswürdigkeiten
Einige Sehenswürdigkeiten am Spessartweg 2 sind die Wallfahrtskirche Hessenthal, das Schloss Mespelbrunn, das Hohe-Wart-Haus, der Ludwig-Keller-Turm und die Henneburg.

## Spessartweg 3
Der Spessartweg 3 steht unter dem Motto Von der Kinzig in den Hochspessart und beginnt in Bad Soden-Salmünster. Er führt von dort in Nord-Süd-Richtung durch den Naturpark Hessischer Spessart über Bad Orb und Lettgenbrunn nach Habichsthal und Heigenbrücken im bayerischen Hochspessart. Es ist der einzige Spessartweg, der zum Teil durch Hessen verläuft.

### Etappen
Für den Spessartweg 3 werden vom Tourismusverband Spessart-Mainland vier Etappen vorgeschlagen.
| Nr. | von                  | bis           | Länge (km) |
| --- | -------------------- | ------------- | ---------- |
| 1   | Bad Soden-Salmünster | Bad Orb       | 16         |
| 2   | Bad Orb              | Lettgenbrunn  | 14         |
| 3   | Lettgenbrunn         | Habichsthal   | 19         |
| 4   | Habichsthal          | Heigenbrücken | 11         |

### Sehenswürdigkeiten
Einige Sehenswürdigkeiten am Spessartweg 3 sind die Burg Bad Orb, das Kurbad mit Park und Saline, die Burgruine Beilstein und die Aubachseen.